# Merodon unguicornis
Merodon unguicornis är en tvåvingeart som beskrevs av Gabriel Strobl 1909. Merodon unguicornis ingår i släktet narcissblomflugor, och familjen blomflugor.
Artens utbredningsområde är Spanien. Inga underarter finns listade i Catalogue of Life.